# Кафе-сладкарница „Неделя“
Кафе-сладкарница „Неделя“ е голяма верига сладкарници в България.
Веригата се състои от 48 обекта в 11 града: София, Пловдив, Варна, Бургас, Стара Загора, Велико Търново, Хасково, Русе, Карлово,Сливен и Букурещ. Управлението и производството са в София, където фирмата е основана на 1 април 1993 година от Георги и Радослава Минчеви.
Обектите във веригата се управляват директно от компанията или от франчайзьор. Всеки обект купува тортите си от цеха в София. Основните продукти, които се продават от кафе-сладкарниците са торти, солени торти, сандвичи, кафе специалитети, безалкохолни напитки, безалкохолни и алкохолни коктейли.
Най-популярните продукти на сладкарницата са тортите Бяла Неделя, Плодова пита, Червено кадифе и Еклерова Шоколадова торта. Предлагат се и специални торти за различни поводи.